# Christ unser Herr zum Jordan kam
Christ unser Herr zum Jordan kam (Christ, notre Seigneur, est venu au Jourdain)  (BWV 7) est une cantate religieuse de Johann-Sebastian Bach composée à Leipzig en 1724 pour la Saint-Jean et jouée le 24 juin 1724 pour la première fois. Il s'agit de la troisième cantate chorale de Bach de son deuxième cycle annuel de cantates chorales. Elle est basée sur un choral homonyme de Martin Luther datant de 1541. 

## Histoire et livret
Bach compose la cantate pour la fête de Jean le Baptiste à Leipzig, comme troisième cantate de son deuxième cycle annuel qui commence environ deux semaines auparavant avec O Ewigkeit, du Donnerwort (BWV 20) pour le premier dimanche après la Trinité. Pour cette destination liturgique, deux autres cantates ont franchi le seuil de la postérité : les BWV 30 et 167. Les lectures prescrites pour ce dimanche sont tirées du Livre d'Isaïe, « la voix d'un prêcheur dans le désert » (40 : 1–5), et de l'Évangile selon Luc, la naissance de Jean le Baptiste et le cantique de Zacharie de Zacharie (1 : 57–80). la cantate est basée sur le choral en sept strophes de Martin Luther pour le baptême Christ unser Herr zum Jordan kam. Les paroles sont reprises sans modification dans les mouvements 1 et 7. Un poète inconnu transcrit les idées des strophes 2-6 en une séquence de nombreux récitatifs et arias. Il ne fait pas référence à l'Evangile qui se rapporte à la naissance de Jean-Baptiste ou au baptême du Christ.
Bach dirige la cantate le 24 juin 1724 pour la première fois.

## Structure et instrumentation

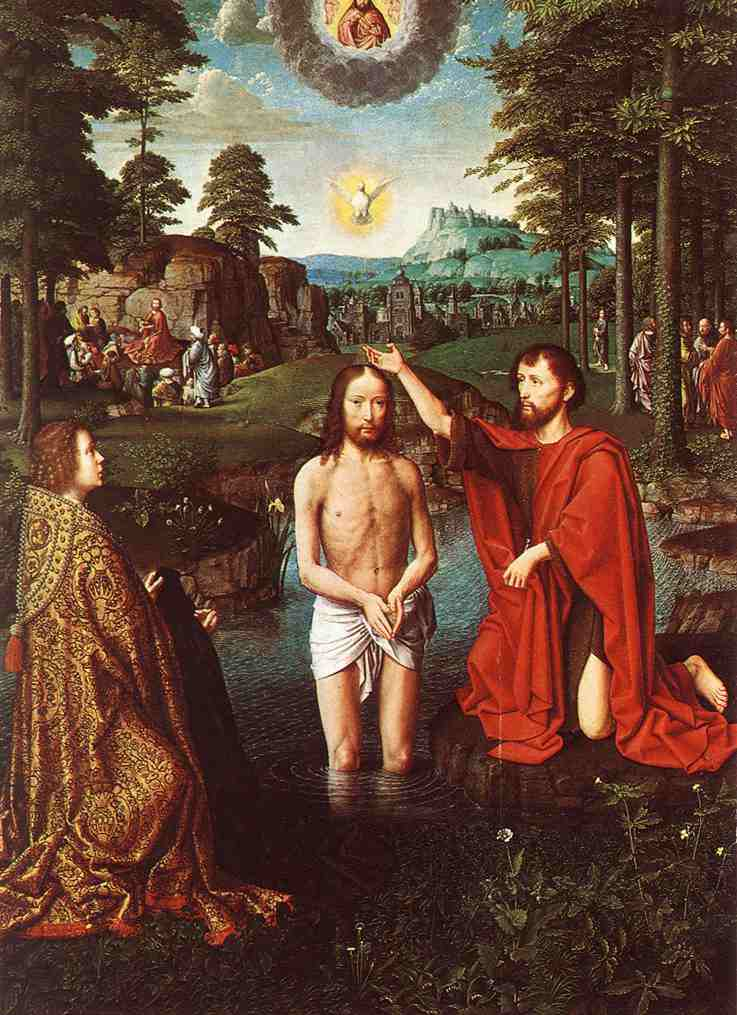
Le baptême du Christ

La cantate est écrite pour deux hautbois d'amour, deux violons concertants, deux violons, alto et basse continue, avec trois voix solistes (contralto, ténor, basse) et chœur à quatre voix.  
Il y a sept mouvements, en fa mineur sauf indication contraire :
1. chœur : Christ unser Herr zum Jordan kam
2. aria (basse) : Merkt und hört, ihr Menschenkinder
3. récitatif (ténor) : Dies hat Gott klar
4. aria (ténor) : Des Vaters Stimme ließ sich hören
5. récitatif (basse) : Als Jesus dort nach seinen Leiden
6. aria (alto) : Menschen, glaubt doch dieser Gnade
7. choral : Das Aug allein das Wasser sieht

## Musique
Dans le chœur d'ouverture, le ténor chante la mélodie  en tant que cantus firmus tandis que les autres voix chantent en contrepoint libre. Dans la première cantate du cycle, O Ewigkeit, du Donnerwort, BWV 20, Bach donne le cantus firmus de l'air du choral au soprano, et à l'alto dans la deuxième, Ach Gott, vom Himmel sieh darein BWV 2. Le chœur d'ouverture ressemble à un concerto pour violon italien. Alfred Dürr compare les sections vocales, toutes avec le violon solo, aux sections solo d'un concerto pour violon, par opposition aux sections tutti avec l'orchestre. Les figurations du violon solo ont été comparées aux vagues du Jourdain,.
La première aria est accompagnée du seul continuo. Un récitatif secco mène à une aria accompagnée de deux violons marqués solo dans le matériel pour une représentation ultérieure. Le récitatif suivant est donné à la basse en tant que vox Christi (voix du Christ) et accompagné par les cordes, comparables aux paroles de Jésus dans la Passion selon saint Matthieu. La référence au commandement de baptiser est disposée en un expressif arioso. Bach a augmenté le nombre d'instruments d'accompagnement pour les arias, du seul continuo avec deux violons d'abord pour finir avec deux hautbois d'amour et les cordes. Le choral final est disposé pour quatre voix.

## Source
- (en) Cet article est partiellement ou en totalité issu de l’article de Wikipédia en anglais intitulé « Christ unser Herr zum Jordan kam, BWV 7 » (voir la liste des auteurs).